# Stufenwechsel
Der Stufenwechsel (finnisch astevaihtelu, estnisch astmevaheldus, englisch gradation) ist der regelmäßige Wechsel im Konsonantismus an der Grenze zwischen vorletzter und letzter Silbe eines Wortes nach Quantität und Qualität. Dabei bedeutet Quantität in diesem Zusammenhang, dass sich die Länge des Konsonanten ändert, Qualität hingegen, dass sich die Art des Konsonanten ändert.
Wird ein Verb, in den unten aufgeführten Sprachen, konjugiert, bewirken die Konsonanten „k“, „p“ and „t“ Lautveränderungen im Wortstamm.
Im Estnischen können auch Vokale dem Stufenwechsel unterliegen.
Der Stufenwechsel kommt in den ostseefinnischen Sprachen (außer im Wepsischen und Livischen), im Samischen und im Nganasanischen (Finno-ugrische Sprachen bzw. Uralische Sprachen) vor, und zwar sowohl in der Deklination der Substantive und Adjektive als auch in der Konjugation der Verben.
Im Finnischen und Estnischen werden zwei Stufen beim Stufenwechsel unterschieden, nämlich die starke und die schwache Stufe. Das Samische kennt dagegen drei Stufen.
Auslöser ist ursprünglich die Veränderung der jeweils letzten Silbe des Wortes von offen (meist die starke Stufe) zu geschlossen (schwache Stufe).
Die Teilnahme an diesem Vorgang richtet sich dabei nach dem Alter des grammatischen Merkmals. Jüngere Erscheinungen wie z. B. Klitika lösen daher i. d. R. keinen Stufenwechsel aus.

## Finnisch
Im Finnischen ist der Stufenwechsel beschränkt auf die Verschlusslaute „p“, „t“ und „k“. Es gibt sowohl den quantitativen als auch den qualitativen Stufenwechsel:

### Quantitativer Stufenwechsel
Bei dieser Art des Stufenwechsels ändert sich die Länge des Konsonanten, wobei eine größere Quantität als starke Stufe bezeichnet wird. Häufig tritt diese Änderung beim Wechsel vom Nominativ zum Genitiv (der im Finnischen die Endung –n hat) auf, ebenso beim Wechsel vom Infinitiv zur 1. Person Singular Indikativ Präsens (die im Finnischen ebenfalls die Endung –n hat):
| stark:schwach | stark                   | schwach                   |
| pp:p          | kauppa („das Geschäft“) | kaupan („des Geschäftes“) |
| tt:t          | tyttö („das Mädchen“)   | tytön („des Mädchens“)    |
| kk:k          | kukka („die Blume“)     | kukan („der Blume“)       |

### Qualitativer Stufenwechsel
Bei dieser Art des Stufenwechsels ändert sich die Art des Konsonanten, oder dieser fällt ganz weg, z. B.:
| stark:schwach | stark                   | schwach                       |
| p:v           | lupa („die Erlaubnis“)  | luvan („der Erlaubnis“)       |
| t:d           | pöytä („der Tisch“)     | pöydän („des Tisches“)        |
| t:d           | veteen („ins Wasser“)   | veden („des Wassers“)         |
| k: Ø          | ruoka („Mahl, Gericht“) | ruoan („des Mahls, Gerichts“) |

Bei einigen Konsonantenverbindungen gibt es Abweichungen, die meistens auf Assimilation beruhen, außerdem kann ein „k“ zwischen zwei „u“ oder „y“ ein „v“ werden:
| stark:schwach | stark                  | schwach                 |
| mp:mm         | hampaan („des Zahnes“) | hammas („der Zahn“)     |
| nt:nn         | ranta („der Strand“)   | rannan („des Strandes“) |
| lt:ll         | kulta („das Gold“)     | kullan („des Goldes“)   |
| rt:rr         | virta („der Strom“)    | virran („des Stromes“)  |
| ht:hd         | lahti („die Bucht“)    | lahden („der Bucht“)    |
| nk: ng        | kenkä („der Schuh“)    | kengän („des Schuhs“)   |
| lke: lje      | sylkeä („spucken“)     | syljen („ich spucke“)   |
| rke: rje      | kärki („die Spitze“)   | kärjen („der Spitze“)   |
| hke: hje      | rohkenen („ich wage“)  | rohjeta („wagen“)       |
| uku: uvu      | luku („die Zahl“)      | luvun („der Zahl“)      |
| yky: yvy      | kyky („die Fähigkeit“) | kyvyn („der Fähigkeit“) |

Keinen Stufenwechsel gibt es bei den folgenden Konsonantenverbindungen: „pt“, „kt“, „tk“, „sp“, „st“, „sk“ und (meistens) „hk“, auch bei Eigennamen kann der Gebrauch schwanken.

## Estnisch
Der estnische Stufenwechsel beruht historisch betrachtet zwar auf dem gleichen Prinzip wie der finnische, aber er hat durch die weiter fortgeschrittene Lautentwicklung des Estnischen heute eine völlig andere Form. Wie im Finnischen unterscheidet man zwischen qualitativem und quantitativem Wechsel, wobei bei letzterem noch eine Unterscheidung in den sichtbaren und den unsichtbaren vorgenommen wird. Ein weiterer Unterschied zum Finnischen ist, dass der estnische Stufenwechsel nicht auf die Plosivlaute begrenzt ist, sondern praktisch alle Laute erfassen kann.
Es gibt im Estnischen drei Quantitäten, von denen innerhalb eines Wortes jedoch maximal zwei vorkommen können. Der Stufenwechsel kann daher zwischen kurz und lang oder zwischen lang und überlang erfolgen, es gibt also immer nur zwei Stufen pro Wort. Der Unterschied zwischen lang und überlang wird orthographisch in der Regel nicht angezeigt (daher ‚sichtbar‘ und ‚unsichtbar‘), er ist aber natürlich hörbar.
Nur bei den Plosivlauten p, t und k haben alle drei Stufen eine eigene Schreibweise: pp für ein überlanges p, p für ein normales p und b für ein schwaches p, das aber immer noch stimmlos ist, also kein b. Phonetisch wird es als [B] wiedergegeben. In den folgenden Tabellen ist die überlange Silbe mit einem Akzent (`) gekennzeichnet, wie es auch in manchen Lehrbüchern gemacht wird.

### Quantitativer Stufenwechsel (sichtbar)
Kasusabkürzungen: G = Genitiv, N = Nominativ, P = Partitiv
| stark:schwach | stark (III. Stufe)     | schwach (II. Stufe)   |
| pp:p          | se`ppa (Schmied, P)    | sepa (Schmied, G)     |
| p:b           | kau`pa (Ware, Kauf, P) | kauba (Ware, Kauf, G) |
| tt:t          | mõ`tte (Gedanke, G)    | mõte (Gedanke, N)     |
| t:d           | tea`te (Mitteilung, G) | teade (Mitteilung, N) |
| kk:k          | ku`kkuma (fallen)      | kukun (ich falle)     |
| k:g           | au`ku (Loch, P)        | augu (Loch, G)        |
| ss:s          | poi`ssi (Junge, P)     | poisi (Junge, G)      |
| ff:f          | še`ffi (Chef, P)       | šefi (Chef, G)        |
| šš:š          | tu`šši (Tusche, P)     | tuši (Tusche, G)      |
| tr:dr         | pu`tru (Brei, P)       | pudru (Brei, G)       |
| rk:rg         | tar`ka (schlau, P)     | targa (schlau, G)     |

Sowie bei einigen weiteren Konsonantenverbindungen.

### Quantitativer Stufenwechsel (unsichtbar)
Kasusabkürzungen: G = Genitiv, N = Nominativ, P = Partitiv
| stark:schwach | stark (III. Stufe)     | schwach (II. Stufe)   |
| hh:hh         | tse`hhi (Abteilung, P) | tsehhi (Abteilung, G) |
| ll:ll         | ke`lla (Uhr, P)        | kella (Uhr, G)        |
| mm:mm         | nõ`mme (Heide, P)      | nõmme (Heide, G)      |
| nn:nn         | li`nna (Stadt, P)      | linna (Stadt, G)      |
| rr:rr         | na`rri (Narr, P)       | narri (Narr, G)       |
| ss:ss         | ka`ssi (Katze, P)      | kassi (Katze, G)      |
| ts:ts         | me`tsa (Wald, P)       | metsa (Wald, G)       |
| lm:lm         | si`lma (Auge, P)       | silma (Auge, G)       |
| aa:aa         | s`aar (Insel, N)       | saare (Insel, G)      |
| au:au         | l`aulu (Lied, P)       | laulu (Lied, G)       |

Sowie bei einigen weiteren Konsonantenverbindungen und allen Vokalen und Diphthongen.

### Qualitativer Stufenwechsel
Kasusabkürzungen: G = Genitiv, N = Nominativ, P = Partitiv
| stark:schwach | stark                | schwach             |
| b:ø           | tuba (Zimmer, N)     | toa (Zimmer, G)     |
| b:v           | l`eiba (Brot, P)     | leiva (Brot, G)     |
| mb:mm         | ha`mbas (im Zahn)    | hammas (Zahn, N)    |
| d:ø           | kadu (Verlust, N)    | k`ao (Verlust, G)   |
| d:j           | sadama (regnen)      | sajab (es regnet)   |
| ld:ll         | mu`lda (Erde, P)     | mulla (Erde, G)     |
| ht:h          | le`hte (Blatt, P)    | lehe (Blatt, G)     |
| g: ø          | sugu (Geschlecht, N) | soo (Geschlecht, G) |
| hk:h          | õ`hku (Luft, P)      | õhu (Luft, G)       |
| sk:s          | u`skuma (glauben)    | usun (ich glaube)   |

Sowie bei einigen weiteren Konsonantenverbindungen.

## Samisch
Im Samischen ist der Stufenwechsel so komplex, dass hier nur einige Beispiele aus dem Nordsamischen genügen sollen:
- bb > pp: oabbá („Schwester“) > oappá (Genitiv-Akkusativ)
- dd > tt: loddi („Vogel“) > lotti (Genitiv-Akkusativ)

- hk > g: johka („Fluss“) > joga (Genitiv-Akkusativ)
- hc > z: čeahci („Onkel“) > čeazi (Genitiv-Akkusativ)

- pm > m: sápmi („Samiland“) > sámi (Genitiv-Akkusativ)
- tn > n: latnja („Zimmer“) > lanja (Genitiv-Akkusativ)

Bei einigen Lautfolgen ist die schwache Stufe nicht kürzer, sondern länger:
- ld > ldd: šaldi („Brücke“) > šalddi (Genitiv-Akkusativ)
- rf > rff: márfi („Wurst“) > márffi (Genitiv-Akkusativ)

Der Stufenwechsel tritt manchmal zusammen mit einem Wechsel im Vokalismus (Monophthongisierung) auf:
- oa > o und ht > đ: goahti („Samizelt“) > gođiin („in den Samizelten“)

## Nganasanisch
Nganasanisch hat einen Stufenwechsel in Verbindung mit den Phonemen /h/, /t/, /k/, /s/ und den Nasalverbindungen /ŋh/, /nt/, /ŋk/ und /ns/. Er richtet sich primär nach der Silbenzahl (gerade/ungerade) (rhythmischer Stufenwechsel) und sekundär nach der Qualität der Silbe (offen/geschlossen) (silbischer Stufenwechsel). Beide Stufenwechsel erfolgen sukzessiv, nie jedoch zweimal in derselben Silbe. Gerade bzw. offene Silben führen zur starken Stufe.
Dieses System wird von einigen Regeln modifiziert. So führen Vokalsequenzen stets zu einer schwachen Stufe der Folgesilbe. Sie zählen jedoch nur in der Stammsilbe (CVV-) doppelt (phonologisch), in anderen Positionen sind sie nur "einwertig", was wiederum Auswirkungen auf den Rhythmischen Stufenwechsel hat. Nach einem Konsonanten dagegen kann nur eine starke Stufe folgen, wobei hier auch von hypothetischen (Nullkonsonanten) C bzw. N ausgegangen wird, um irreguläre Stufenwechsel – von denen es eine ganze Reihe gibt – zu begründen.
Es existiert eine Verbindung zu einer als Nunation bezeichneten Erscheinung, bei der bei schwachstufigen Formen der starkstufige Nasal restituiert wird, sofern die vorhergehende Silbe aus einem (einzigen) Nasal plus Vokal(sequenz) besteht.
Auf dem Stufenwechsel beruht die Unterscheidung dreier ng. Stammvarianten ((S1) Nominativ Singular, (S2) Genitiv/Akkusativ Singular (~ Nominativ Plural), (S3) Genitiv Plural). S2 und S3 lassen sich – abgesehen von der Flexionsendung – jedoch nur aufgrund einer nicht immer auftretenden Änderung des Stammauslautvokals unterscheiden. S2 ändert/ergänzt seinen Stammauslautvokal nur bedingt, z. B. bei Konsonantstämmen.
Beispiele:
| Wechsel   | Beispiel                                | Bedeutung    |
| --------- | --------------------------------------- | ------------ |
|           | S1 > S2 (S2) > S3                       |              |
| h > b     | bahi > babi (babi-") > babi-"           | 'wildes Ren' |
| t > δ     | ŋuta > ŋuδa (ŋuδa-") > ŋuδa-"           | 'Beere'      |
| k > g     | məku > məgu (məgu-") > məga-"           | 'Rücken'     |
| s > dj    | basa > badja (badja-") > badja-"        | 'Eisen'      |
| ŋh > mb   | koŋhu > kombu (kombu-") > komba-"       | 'Welle'      |
| nt > nd   | djintə > djində (djində-") > djindjü-"  | 'Bogen'      |
| ŋk > ŋg   | bəŋkə > bəŋgə (bəŋgə-") > bəŋgü-"       | 'Erdhütte'   |
| ns > njdj | bənsə > bənjdjə (bənjdjə-") > bənjdji-" | 'alle'       |